# Wielowieś (Silésie)
Wielowieś est un village polonais de la voïvodie de Silésie et du powiat de Gliwice. Il est le siège de la gmina de Wielowieś et comptait 1 811 habitants en 2008.
De 1975 à 1998, le village appartenait administrativement à la voïvodie de Katowice.
Le village abrite un parc éolien de 66 MW.